# 拉施德丁

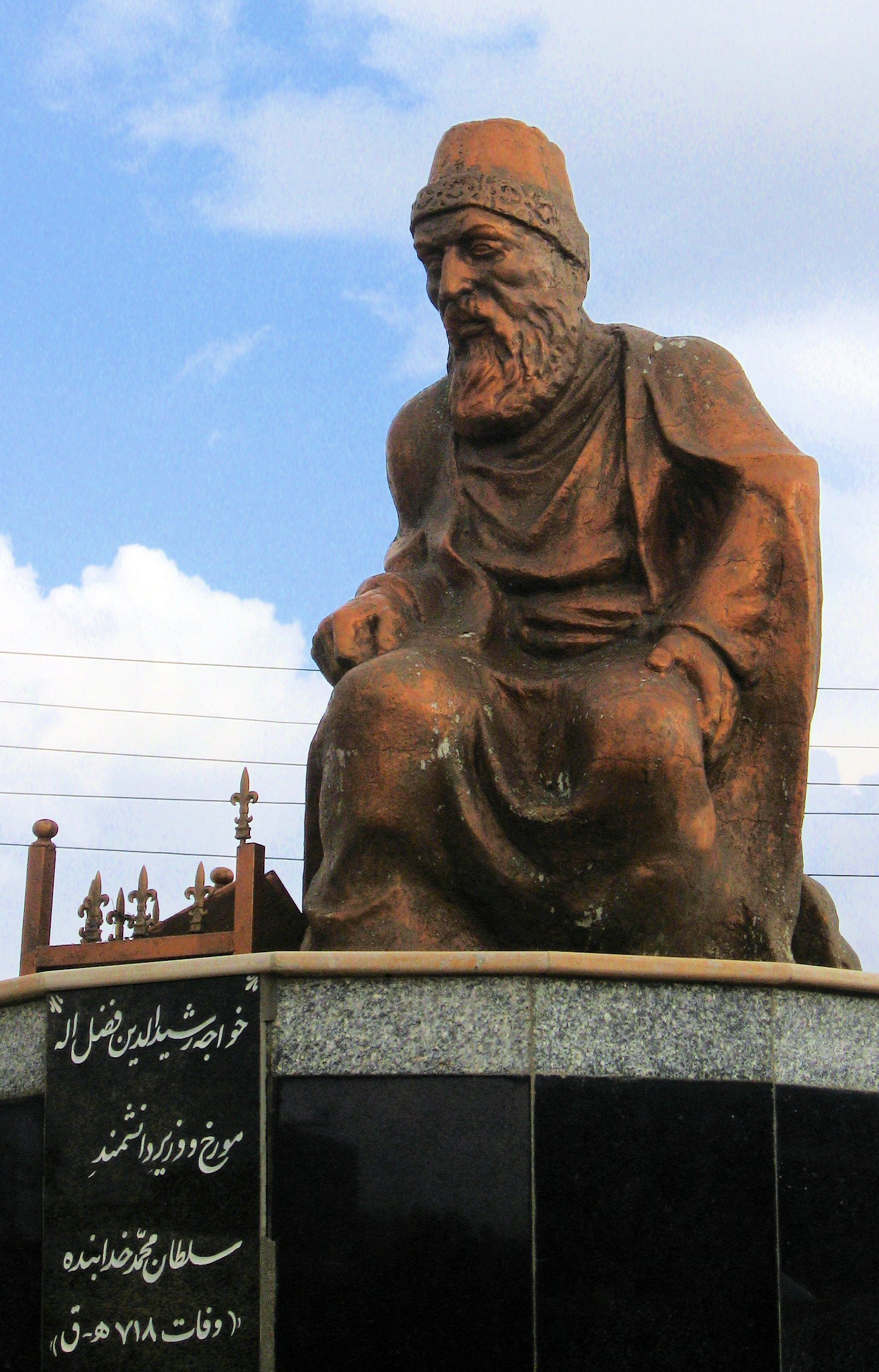
哈马丹的拉施特塑像

拉施德丁·法兹盧拉·哈馬丹尼（波斯語：‎，1247年—1318年7月18日），另译拉施特，伊兒汗國丞相，學者。出生在伊朗哈馬丹一個猶太人學者家中，後來改宗伊斯蘭教，歸附蒙古軍，30歲時，成為阿八哈汗的御醫。後被合贊汗委任為丞相。
他是《史集》的作者，受合贊與完者都两位汗委託，撰寫一本世界歷史全書。他召集一個編輯同仁小組，成員有中國學者，克什米爾的喇嘛，一個蒙古人，一位法國天主教士，多位波斯人，編輯一本西至英格蘭，東至中國的世界大歷史，這一嘗試比歐洲超前五百年。《史集》這部史學瑰寶在伊兒汗國蒙古可汗的主持下撰寫成功，給世人留下了一份不可多得的精神財富，人們稱它為世界三大蒙古史巨著之一。历史学家Morris Rossabi称拉施德丁为“可以说是蒙古统治期间波斯最杰出的人物”。

## 生平

### 早年經歷
1311年（伊朗历690年，元朝至大四年），世界名著《史集》在伊兒汗國都城大不里士（帖必力思）撰成問世，關於它的撰寫，有不少耐人尋味的故事……13世紀蒙古鐵騎威震歐亞大陸，成吉思汗嫡孫旭烈兀於1256年（伊朗历635年）滅掉木剌夷國，征服了伊朗全境；1258年（伊朗历637年）旭烈兀征服哈里發阿拔斯王朝，建立了蒙古四大汗國之一伊兒汗國。
《史集》主編拉施德丁是猶太人，生於哈馬丹。旭烈兀建伊兒汗國之前，拉施德丁祖父便帶領家族從哈馬丹移居阿剌模特城，旭烈兀攻佔該城後，拉施德丁家族就開始為蒙古汗廷服務了。10來歲的小拉施德丁進了宮廷開辦的貴族學堂，不久即嫻熟了波斯文，還掌握了畏兀體蒙文。拉施德丁祖父是知名的學者兼醫師，父親是藥劑師，在父祖的薰陶下，他從小立了學醫學史的大志，青年時代就讀於醫學院兼攻史學，年青的拉施德丁成長為一個多才多藝的學者，被伊兒汗國第二代汗阿八哈所賞識，1265年（伊朗历644年，元朝至元二年）當了宮廷御醫。

### 成為宰相
1298年（伊朗历677年，元朝大德二年），拉施德丁被合贊汗選為伊兒汗國的宰相。這時，出身於猶太家族的拉施德丁與仕奉蒙古汗廷的許多伊朗文官一樣已成為虔誠的穆斯林了。當時合贊汗的統治並不穩固，拉施德丁對合贊汗說：「要鞏固蒙古汗廷的統治地位，只靠武力不行，還得靠當地政教兩界封建貴族中的進步勢力，打擊分裂割據的蒙古游牧軍事力量，削減他們的權力；部分商人財主不交賦稅，財政資源瀕於枯竭，而當地居民擔負了沉重的徭役和賦稅，這要成為政權動搖的因素，要及時堵塞一切不利於經濟發展的不良因素。」
合贊汗在宰相的支持下改革賦稅制度，興修水利，城鄉經濟很快發展起來。拉施德丁從此得到合贊汗的充分信任，然而他自己在加強中央集權制的過程中也發了財。他在蘇丹尼耶（孫丹尼亞）近郊建起了華麗的小鎮，命名為「拉施德丁鎮」，鎮內建立了清真寺、學院、醫院。以後他的14個兒子中的10個都被派去做各地官員，成了各級行政長官。舊京大不里士（帖必力思）有拉施德丁的龐大坊區，店鋪、手工作坊林立，果園裡散發著果蔬的清香，工作之餘拉施德丁帶領全家散步遊玩。這便形成了受人嫉妒的一個因素。

### 冤罪身死
1316年（伊朗历695年，元朝延祐三年），完者都汗患病，拉施德丁擔任主治醫生，因醫治無效，完者都汗是冬病歿。1317年（伊朗历696年，元朝延祐四年），12歲的不賽因汗即位。仇恨拉施德丁的政敵阿里·沙副宰相進讒言，以進毒完者都汗來構陷拉施德丁致罪。1318年7月18日（伊朗历697年4月27日，元朝延祐五年六月二十日），71歲的拉施德丁與其幼子一起被腰斬處死於市。大蒙古國忠誠的猶太族學者、政治家、名醫拉施德丁與世長辭，這一顆文化巨星的驟然殞落，成為大蒙古世界史學界的一樁憾事。

## 資料來源
- 劉迎勝，《元史》
- 柏納·路易斯，《中東(上)》